# Henry Roth
Henry Roth (Tysmenitz, Galitzia, 8 de febrero de 1906 - Albuquerque, Nuevo México, 13 de octubre de 1995) fue un novelista estadounidense de origen judío.

## Vida y trayectoria
Nació el 8 de febrero de 1906, en la aldea de Tysmenitz, entonces enclavada en la provincia austrohúngara de Galitzia, hoy situada en la actual Ucrania. En 1907 su padre emigró a Estados Unidos, y un año después, en 1908, el resto de la familia lo acompañó. 
En 1933 ingresó en el Partido Comunista, que después abandonó. A partir de los años sesenta se interesó por el movimiento sionista.
En 1934, Roth publicó su primera gran novela, Llámalo sueño, que en aquel momento pasó sin pena ni gloria. En los años cuarenta, tras comenzar su segunda novela, decidió abandonar la literatura e incluso quemó los manuscritos. Estuvo casi toda su vida alejado de la literatura ejerciendo trabajos tan variados como fontanero, profesor de matemáticas, enfermero o criador de patos.
En 1939 se casó con la pianista y compositora Muriel Parker, con quien conviviría en el estado de Maine hasta la muerte de ella, en 1990.
En 1964, la reedición de Llámalo sueño se convirtió en un éxito de crítica y público, llegándose a vender más de un millón de ejemplares.
Cuando contaba más de ochenta años comenzó a escribir A merced de una corriente salvaje, conjunto novelístico autobiográfico publicado parcialmente de manera póstuma.

## Obras
- Llámalo sueño (1934)
- A merced de una corriente salvaje (1992)
  - Una estrella brilla sobre Mount Morris Park (1994)
  - Un trampolín de piedra sobre el Hudson (1995)
  - Redención (1996)
  - Requiem por Harlem (1998)
- Un americano (2011)